# Herbita asinana
Herbita asinana là một loài bướm đêm trong họ Geometridae.